# 阿布·优素福·雅各布·本·阿卜杜勒-哈克
阿布·优素福·雅各布·阿卜杜勒-哈克（阿拉伯语：أَبُو يُوسُف يَعقُوب بن عَبد الحَقّ；1212年—1286年3月20日），马林王朝首领，阿卜杜勒-哈克一世的第四子，1258年至1286年在位。
阿布·优素福·雅各布被视为马林王朝的真正奠基人，他率军终结了穆瓦希德王朝的统治，基本统一了摩洛哥地区，并在伊比利亚半岛取得落脚点。然而在他离世时，大阿特拉斯山脉的桑哈贾部仍未归附，阿拉伯部落民也未完全屈服，东部的特莱姆森依然和马林王朝保持敌对。尽管马林王朝创造了全新的统一局面，但这个部落王朝并没有此前穆拉比特王朝和穆瓦希德王朝时代的宗教权威，而由于伊比利亚半岛局势的变化，也难以再度改变收复失地运动的不利局面。

## 生平
阿布·优素福·雅各布最初是塔扎地区总督，阿布·叶海亚离世后，他篡夺了阿布·叶海亚之子的王位。1260年9月，他率军攻克了此前被基督徒从海路攻占的塞拉。1266年，他支持穆瓦希德王族伊德里斯·瓦西格推翻阿布·哈夫斯·奥马尔·穆尔塔达，又在1269年攻入马拉喀什，正式终结了穆瓦希德王朝的统治。他随后率军南下和独立的阿拉伯部落作战，在1271年占领德拉河谷地，1272年击败特莱姆森，随后在1273年北上攻占了休达和丹吉尔，1274年攻占西吉尔马萨。伊本·赫勒敦记载他在围攻西吉尔马萨期间使用了火炮，是火炮攻城战的早期例子。
1274年，格拉纳达遭遇内乱和基督徒的威胁，于是请求马林王朝北上支援，并以割让塔里法、阿尔赫西拉斯、龙达为代价。1275年4月，阿布·优素福·雅各布率军首次远征伊比利亚半岛，平息内乱后北上进攻，在9月的埃西哈战役中获胜，迫使阿方索十世求和。1276年3月，阿布·优素福·雅各布在非斯附近建造新都，称为新非斯（Fes el-Jedid）。
1277年，他率军二度远征西班牙，但这次和格拉纳达敌对的阿什基卢拉家族以割让马拉加作为代价，成为了马林王朝新的盟友。格拉纳达的纳赛尔王朝于是和卡斯蒂利亚、特莱姆森结盟，意图和马林王朝对抗。阿布·优素福·雅各布于是决定放弃马拉加，和纳赛尔王朝停战，并成功自后者索取了阿尔穆涅卡尔和萨洛夫雷尼亚。1279年，阿布·优素福之子阿布·雅各布率军在阿尔赫西拉斯击败了入侵的卡斯蒂利亚军队。然而马林王朝却因马拉加和阿尔赫西拉斯的归属而再度敌对，于是马林王朝又和卡斯蒂利亚结盟，格拉纳达转而和阿拉贡、特莱姆森结盟。
1281年，阿布·优素福率军再度击败特莱姆森。1282年，卡斯蒂利亚陷入继承争端，马林王朝支持阿方索十世，而格拉纳达和阿拉贡支持桑乔四世。1282年7月，阿布·优素福第三次远征西班牙，但未能击败桑乔的联军。1284年4月，阿方索十世离世，马林王朝继续支持其继承人阿方索·德拉塞尔达继承王位，第四次远征西班牙，但未能阻止桑乔取得王位。双方在1285年10月达成停战，约定马林王朝不再干涉卡斯蒂利亚王位继承，卡斯蒂利亚军不再劫掠穆斯林领地；马林王朝给予卡斯蒂利亚一定资金补偿，而卡斯蒂利亚将偿还此前在安达卢斯劫掠的典籍。1286年，阿布·优素福·雅各布病死在阿尔赫西拉斯。